# Goniodoma nemesi
Goniodoma nemesi is een vlinder uit de familie kokermotten (Coleophoridae). De wetenschappelijke naam is voor het eerst geldig gepubliceerd in 1970 door Capuse.
De soort komt voor in Europa.